# Maraging čelik
Maraging čelik je nazvan prema postupku toplinske obrade koje se naziva martenzitno starenje (engl. martenzit aging). Po sastavu su niskougljični, jer imaju manje od 0,03% ugljika. Osim klasičnih maraging čelika na osnovi Ni-Co-Mo u novije vrijeme započinje razvoj i korozijski postojanih Cr-Ni-Co-Mo (>12% Cr) maraging čelika. Uobičajeni maraging čelici sadrže ∼ 18% nikla, 7 - 14% kroma, 3 - 6% molibdena, 0,15 - 2% titanija, 0,05 - 0,2% aluminija. Budući da je ugljik u tim legurama izuzetno nizak, martenzit nije ugljični već Ni-martenzit.
Nakon žarenja, čelik se intenzivno gasi u vodi ili na zraku čime se dobije prezasićeni Ni-martenzit. Nakon toga slijedi oblikovanje na konačni oblik i dimenziju. Starenjem u Ni-martenzitu dolazi do precipitacije fino dispergiranih intermetalnih spojeva (npr. Ni3Al, Ni3Ti, Ni3(Ti, Al), Ni3Mo, Fe2Mo, FeCr, Fe7Mo6 itd.). Navedeni intermetalni spojevi sprječavaju gibanje dislokacija i tako povisuju granicu razvlačenja (> 2200 N/mm2) i vlačnu čvrstoću (1900 - 2900 N/mm2). Za razliku od ugljičnog martenzita prezasićenog ugljikovim atomima, Ni-martenzit nije tako tvrd niti krhak. Njegova tvrdoća nakon gašenja iznosi svega 280 – 320 HV za čelike koji sadrže 18 % Ni.
Maraging čelici se najčešće primjenjuju za izradu: 
- zrakoplova i helikoptera (pogonska osovina, okvir pilotskog sjedala, hidraulični odbojnici i sl.),
- automobila (koljenaste osovine trkaćih automobila, kardanske zglobne glave itd.) i plovila (unutarnji trup podmornica),
- kalupa, ukovnja i kokila (alatna primjena).

Neki primjeri maraging čelika:
- X2 NiCoMo 18 8 3 (0,2 Ti), vlačne čvrstoće 1150 - 1300 N/mm2, granice razvlačenja 1050 - 1200 N/mm2, istezljivosti do 8 - 15%, žarenje 820 – 860 ºC, starenje 3 do 5 sati na 470 – 490 ºC.
- X2 NiCoMo 18 12 4 (0,2 Al, 1,75 Ti), vlačne čvrstoće 2350 N/mm2, granice razvlačenja 2260 N/mm2, istezljivosti do 6%, žarenje 820 ºC na zraku, starenje 6 sati na 500 ºC.[2]